# 은행강도

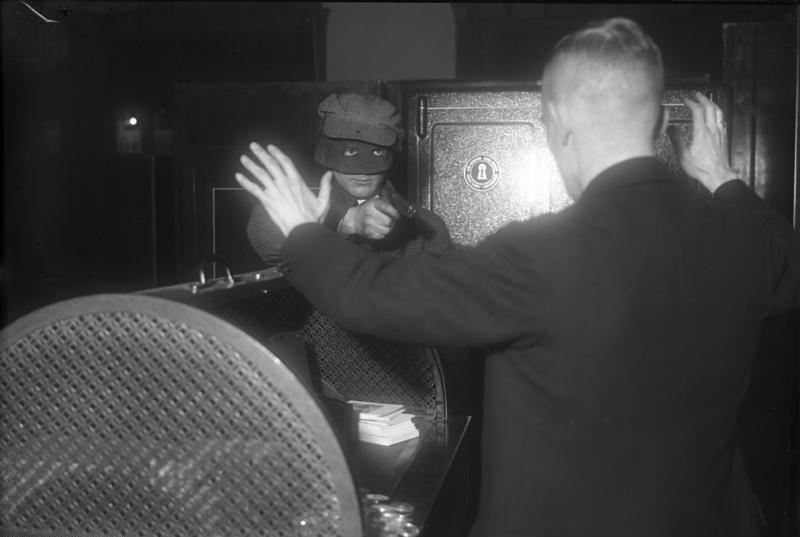
마스크를 쓴 한 남성. (1931년)

은행강도(銀行強盜)는 강도 범죄의 일종으로, 은행 등 금융 기관을 대상으로 한 강도 행위이다.